# Iglesia católica de Ma'alul
La Iglesia católica de Ma'alul  (en hebreo: הכנסייה הקתולית ) es el nombre que recibe un edificio religioso que pertenece a la Iglesia Católica y se encuentra ubicado en la localidad de Ma'alul en el norte del actual Israel.
Se trata de un templo católico restaurado en 2011 y que constituye junto con una Iglesia Ortodoxa Griega y una mezquita parte de lo que queda de la antigua villa árabe de Ma'alul, a tan solo unos kilómetros al oeste de Nazareth y que estaba formada principalmente por palestinos cristianos hasta 1948 cuando fue destruida durante la Guerra de Independencia de Israel.
Actualmente el templo es manejado por descendientes de los habitantes originales.

## Véase también

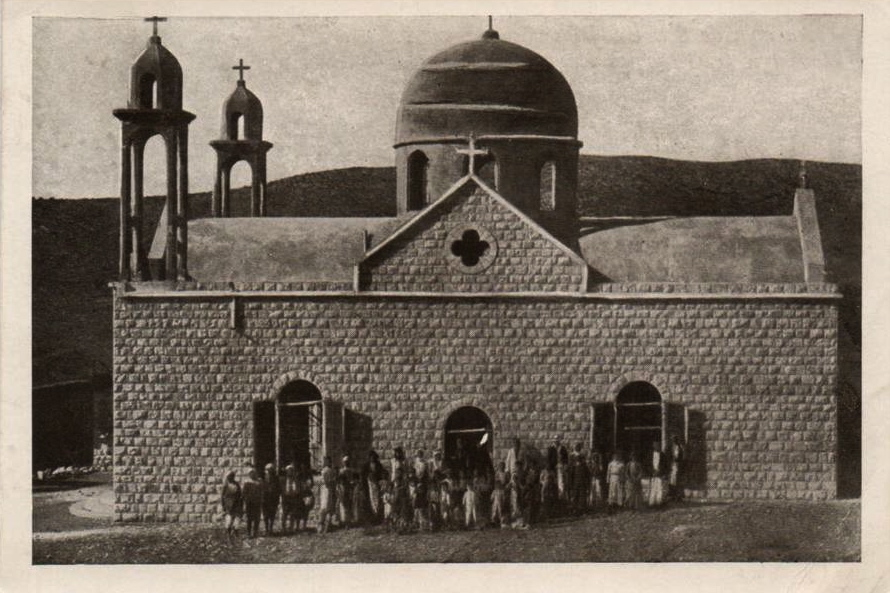
Vista del templo original en 1930